# Kophobelemnon hispidum
Kophobelemnon hispidum is een Pennatulaceasoort uit de familie van de Kophobelemnidae. De wetenschappelijke naam van de soort is voor het eerst geldig gepubliceerd in 1912 door Nutting.